# Червона Слобода (Бучанський район)
Червона Слобода — село Макарівської селищної громади Бучанського району Київської області. Відстань до центру громади — 16 км, до обласного центру — 50 км. Найближча залізнична станція Бородянка за 50 км. Площа населеного пункту — 162,7 га. Чисельність населення — 422 осіб. Кількість дворів — 284.

## Історія
До 1739 року Червону Слободу заснували російські старообрядці Пилипівці, які масово втікали на територію Речі Посполитої після церковної реформи московського патріарха Никона.
З давніх часів село називалася Красна Слобода, що означало «красна» — красива; «слобода» — поселення навколо чогось (у цьому випадку гуральні). Але в радянські часи назву змінено на Червону Слободу. В середині XIX ст. у Червоній Слободі проживало 287 мешканців, із них 86 — ревізькі селяни. Належало село на той час юрівській маєтності поміщика Степана Трохимовича Єремєєва, який у 1858 р. купив його у Сабанського за 18000 рублів, а через декілька років продав секретарю Київської консисторії Хижнякову. Після смерті останнього Червона Слобода перейшла у спадщину до сина чернігівського міського голови — Василя Михайловича Хижнякова.

Дослідник Київщини XIX століття Лаврентій Іванович Похилевич пише про село так: 
Червона Слобода — селище, що розташоване на правій стороні річки Здвиж, там де проходить кордон між повітами: Київським і Радомишльським, навпроти міста Рожів та за 3 версти [3.2 км] від селища Карашин.

Жителів проживає 287 [дані на 1887р]. Це село із землею власника у кількості 419 десятин орної та 50 десятин лісових угідь продали в 1858 р. Сабанські Єремеєву за 18 000 руб.; а він через кілька років продав село секретареві Київської Консисторії Хижнякову, по смерті якого маєток успадкував його син, нині Чернігівський міський голова Василь Михайлович Хижняков.
Історія села Червона Слобода тісно пов'язана з історією місцевого підприємства — спиртозаводу. Ґуральня розмішувалася в різних місцях на березі р. Здвиж.
У 1881 р. в с. Красна Слобода поміщик Шабловський орендував ґуральню у місцевого пана Хижнякова. Відтоді йде літочислення сучасного підприємства — Червонослобідського спиртозаводу. На той час спиртозавод працював на місцевому паливі, тобто на дровах, торфі та бурому вугіллі, сировиною слугувало навіть зерно і картопля. Енергія подавалася паровою машиною, бродильні чани були дерев'яними. Підприємство виготовляло спирт-сирець міцністю 95 % і працювало в одну зміну.
Під час Визвольних змагань в селі встановлено радянську окупацію (1918 р.), яка відразу не діяла. Поміщик, якого тоді схопили селяни, звернувся до них з єдиним проханням. Він сказав: «Забирайте все, знищіть мене, але не руйнуйте завод — він вам знадобиться». У 1920 р. створено ревком і комнезам. Головою ревкому призначено І. Ярошенка, секретарем — М. Леоненко, членами його були С. Діденко, О. Зубара, Д. Саченко.
У середині 20-х років утворено комуну, що проіснувала рік. Через деякий час у селі створено ТСОЗ, потім колгосп ім. Сталіна, до якого входило 168 господарств. Головою колгоспу був Нагорний. Відомо, що на 30 жовтня 1932 р. Червона Слобода план хлібоздачі виконала лише на 14 %.
Жертв голодомору 1932—1933 рр. в селі була невелика чисельність. За розпорядженням голови сільради Плиса жителі села мали можливість брати брагу, селянам з інших сіл не давали. Процідивши її вдома, зерна підсушували, варили супи та каші. За переказами селян померло декілька сімей, близько 11 осіб.
З 1926 р. завод постійно реконструйовувався, але працював з тією самою сировиною. З 1933 р. підприємство почало називатися «Артіль вирібспирт».
З 1930-х рр. в селі діяла неповна середня школа.
Після звільнення села від гітлерівців розпочалася відбудова села і колгоспу. Головою місцевого господарства «2-га п'ятирічка» став Гордон. У 1956 р. на цвинтарі збудовано пам'ятник загиблим воїнам-односельчанам.
З 1980 р. село і спиртозавод із когорти неперспективних поступово оновлюється і розбудовується. Підприємство очолював В. Я. Артюхов, який впровадив нові методи управління, реконструював та модернізував підприємство. Супутньою продукцією при виробництві спирту була барда — висококалорійна їжа для тварин і зріджений вуглекислий газ. На підприємстві використовувалася сучасна автоматизація та комп'ютеризація технологічних процесів.
З 1980 р. змінилося життя всього с. Червона Слобода. Почали функціонувати всі необхідні для повсякдення об'єкти. У 1987 р. відкрито довгоочікуваний клуб на 120 місць, де розміщено й бібліотеку. А також повноцінно почав працювати дитячий садок.

## Сучасний розвиток
У 1993 р. утворено сільську раду. Сьогодні посаду сільського голови обіймає Валентина Панова. Гостинно відкрили двері для відвідувачів відділення зв'язку та філія ощадного банку. Потурбувались і про здоров'я селян, відкривши медамбулаторію. Але найбільше раділи люди, коли в 1992 р. відкрила двері школа. На сьогодні в ній навчається 220 учнів. Нині Червонослобідська загальноосвітня школа І-ІІІ ступенів, яку очолює відмінник освіти України М. М. Шульга, атестована як заклад вищого рівня освітньої діяльності.
У 2002 р. місцевий клуб реорганізовано у Будинок культури, де працюють різні гуртки художньої самодіяльності, зокрема і для дітей. Особливою гордістю села є фольклорний ансамбль «Оріяни», який восени 2007 р. святкував своє 15-річчя. Учасники ансамблю відомі не тільки у своєму селі, а й за його межами. Відомою в районі є також футбольна команда «Спиртовик».
За останні два десятиріччя в селі побудовано два чотириповерхові будинки по 12 квартир, чотири двоповерхові будинки, чотири одноповерхові двоквартирні, вісім одноквартирних.
На сьогодні Червонослобідський спиртовий завод — сучасне підприємство з високою культурою виробництва. Продукція ДП «Червонослобідський спиртозавод» відзначена низкою дипломів. За значні успіхи ДП «Червонослобідський спиртовий завод» нагороджений дипломом Державного концерну спиртової та лікеро-горілчаної промисловості «Укрспирт» як «Найкраще підприємство галузі». Досягнення високих результатів злагоджена і скоординована робота підприємства здійснюється завдяки вмілому керуванню директора спиртозаводу В. Я. Артюхова.
1 листопада 1999 р. на базі спиртозаводу засновано ТОВ «Слобода Ко», яке невдовзі стало одним із провідних підприємств харчової промисловості. Підприємство займалося виробництвом лікеро-горілчаної продукції під торговельною маркою «Алко». У 2002 р. розпочалося виробництво безалкогольних напоїв під торговельною маркою «Добрава» та «Слобідська». Напої «Добрава» виробляються на базі питної води «Слобідська», яка проходить п'ятиступеневу систему очищення. Сьогодні «Слобода Ко» — сучасне високорозвинуте і багатопрофільне підприємство, яке налічує 120 працівників. На базі підприємства створено торговельний центр «Слобода».

## Відомі люди
Артюхов Володимир Якович — заслужений працівник харчової промисловості України, його ім'я занесено до інформаційно-іміджевого альманаху «Золота книга Української еліти».
Субота Тетяна Порфирівна — заслужений працівник харчової промисловості України, голова профкому спиртозаводу.
В'южанін Микола Олексійович — нагороджений двома орденами Великої Вітчизняної війни, орденом Червоної Зірки, двома медалями «За відвагу».
Дідченко Євгеній Севастянович — нагороджений трьома орденами Великої Вітчизняної війни, орденом Червоної Зірки, медаллю «За відвагу».